# Torneio Integração da Amazônia
O Torneio Integração da Amazônia, popularmente conhecido como Copão da Amazônia, foi uma competição regional de futebol, disputada anualmente entre 1975 a 1990, além de uma edição isolada em 2003, por clubes da Região Amazônica brasileira. Foi o principal torneio de futebol amador realizado pela CBD.

## História
O "Copão" contava com participantes dos então territórios do Amapá, Rondônia e Roraima, e por este motivo foi chamado de "Torneio Interterritorial"; participava também o estado do Acre. Nos territórios e no Acre o futebol ainda atuava em regime amador e não poderiam participar do Campeonato Brasileiro de Futebol. A edição de 1989 foi a única que recebeu clubes do Amazonas, Pará e Maranhão (estados também amazônicos), com estes estados sendo representados por clubes oriundos de seus campeonatos amadores (e não os profissionais), tendo participado clubes que depois se tornaram profissionais, como São Francisco e São Raimundo de Santarém e o Clíper de Manaus. Por ser o primeiro a adotar o profissionalismo, em 1989, o Acre não fez parte da edição de 1990. Já no final de 1990 os estados de Rondônia e Amapá também decidiram adotar o futebol profissional. Assim, o torneio deixaria de ser realizado a partir de 1991. 
Na edição de 1990, em 17 de outubro daquele ano, ocorreu o primeiro gol do Estádio Milton de Souza Corrêa, o Zerão, em Macapá, cujo campo é dividido pela Linha do Equador. Feito pelo atacante Miranda, no jogo Independente 1x0 Trem, o tento ocorreu no hemisfério norte.
Em 2003, treze anos depois, foi realizada a última edição, a única com os 4 estados atuando no futebol profissional. As sedes foram Rio Branco e Macapá.

### 1ª Edição
A ideia original era de que as seleções dos territórios disputassem, mas acabou sendo realizado com clubes locais. A primeira edição, de 1975, aconteceria, a princípio, sem o auxílio da Confederação Brasileira de Desportos, apenas com o apoio das federações do Acre e de Rondônia. A saída da CBD, porém, foi usar recursos advindos da loteria esportiva. A sede da competição foi a cidade de Porto Velho e o campeão foi o Macapá, se consagrando o melhor time dos territórios após bater o Ferroviário A.C. por 3 a 0.
Em destaque na campanha macapaense, os irmãos Aldo Silva (lateral-direito) e Bira (atacante), futuros campeões brasileiros. Este, pelo Internacional, de forma invicta, em 1979; aquele, que também foi jogador de Seleção Brasileira, pelo Fluminense, em 1984. A conquista do Copão deu-lhes vista ao futebol paraense (Aldo pelo Paysandu; Bira por Paysandu e Remo), antes de partirem para o polo Sul-Sudeste.

### Sedes
De 1975 a 1980, o torneio era realizado em uma cidade sede, fazendo rodizio. Porto Velho recebeu o torneio em 1975 e 1979; em 1976 foi disputado em Rio Branco; nos anos de 1977 e 1980 foi a vez de Macapá; e em 1978 o torneio foi realizado em Boa Vista. A partir de 1981, cada torneio passou a ser realizado em até duas cidades, cada uma com um grupo ou uma chave. Ocasionalmente, voltou a ser realizada com sede única.

## Campeões

### Títulos por equipe
| Clube        | Estado   | Títulos                           |
| ------------ | -------- | --------------------------------- |
| Trem         | Amapá    | 5 (1985, 1986, 1987, 1988 e 1990) |
| Rio Branco   | Acre     | 3 (1976, 1979 e 1984)             |
| Juventus     | Acre     | 2 (1981 e 1982)                   |
| Moto Clube   | Rondônia | 2 (1977 e 1978)                   |
| Macapá       | Amapá    | 1 (1975)                          |
| Ferroviário  | Rondônia | 1 (1980)                          |
| Baré         | Roraima  | 1 (1983)                          |
| Independente | Amapá    | 1 (1989)                          |
| CFA          | Rondônia | 1 (2003)                          |

### Títulos por estado
| Estado   | Títulos |
| -------- | ------- |
| Amapá    | 7       |
| Acre     | 5       |
| Rondônia | 4       |
| Roraima  | 1       |